# Пестово (сельское поселение Домшинское)
Пестово — деревня в Шекснинском районе Вологодской области.
Входит в состав сельского поселения Домшинского, с точки зрения административно-территориального деления — в Домшинский сельсовет.
Расстояние по автодороге до районного центра Шексны — 27,5 км, до центра муниципального образования Нестерово — 7,5 км. Ближайшие населённые пункты — Булатово, Яковцево, Дьяконица.
По переписи 2002 года население — 17 человек.